# Victoria Gaunitz
Anna Charlotta Victoria Gaunitz (født 20. april 1975), er en journalistisk researcher ved Sveriges Radios Ekoredaktion. Hun kommer fra Växjö i Småland.
Hun belønnedes sammen med Helena Bengtsson og Kristofer Sjöholm med "Stora journalistpriset" i 2010 som "årets förnyare" (årets fornyer) for webbsiden "Valpejl", med begrundelsen: ”För att med en lättillgänglig databas ha förnyat den politiska journalistiken och gett väljarna full pejl.” (For at med en nemt tilgængelig database have fornyet den politiske journalistikken og givet de stemmeberettigde mulighed for fuld pejling.)
Nomineret til "Guldspaden" 2015 for programmet "Patienten och tystnaden" Sveriges Radio P1 - Dokumentør i tre afsnit, sammen med Daniel Velasco.